# Lista do Patrimônio Mundial no Canadá
A Organização das Nações Unidas para a Educação, a Ciência e a Cultura (UNESCO) propôs um plano de proteção aos bens culturais do mundo, através do Comité sobre a Proteção do Património Mundial Cultural e Natural, aprovado em 1972. Esta é uma lista do Patrimônio Mundial existente no Canadá, especificamente classificada pela UNESCO e elaborada de acordo com dez principais critérios cujos pontos são julgados por especialistas na área. O Canadá, país de dimensões continentais que abriga um rico e extenso patrimônio natural e cultural, ratificou a convenção em 23 de julho de 1976, tornando seus locais históricos elegíveis para inclusão na lista.
Os sítios Parque Histórico Nacional de L'Anse aux Meadows e Parque Nacional de Nahanni foram os primeiros locais do Canadá incluídos na lista do Patrimônio Mundial da UNESCO por ocasião da 2ª Sessão do Comitè do Património Mundial, realizada em Washington, D.C. (Estados Unidos) em 1978. Desde a mais recente adesão à lista, o Canadá totaliza 22 sítios classificados como Patrimônio da Humanidade, sendo 10 deles de classificação cultural, 11 de classificação natural e 1 de classificação mista. 

## Bens culturais e naturais
O Canadá conta atualmente com os seguintes lugares declarados como Patrimônio da Humanidade pela UNESCO:
| | Parque Histórico Nacional de L'Anse aux Meadows |
| Bem cultural inscrito em 1978. |                                                 |
| Localização: Terra Nova e Labrador |                                                 |
| Localizado no final da Grande Península Norte da ilha de Terra Nova, este parque abriga os vestígios de um assentamento viking do século XI, que provam a primeira presença de europeus no continente americano desde então. Escavações descobriram vestígios de edifícios construídos com tolos de turfa e esquadrias de madeira, análogas aos encontrados na Groenlândia e na Islândia. (UNESCO/BPI) |                                                 |

| | Parque Nacional de Nahanni |
| Bem natural inscrito em 1978. |                            |
| Localização: Territórios do Noroeste |                            |
| Localizado ao longo do Sul de Nahanni, um dos rios mais espetaculares da América do Norte, este parque tem cânions profundos e grandes cachoeiras, bem como um conjunto único de grutas de karst. O parque também abriga inúmeras espécies de animais característicos de florestas boreais, como o lobo, o urso pardo e o caribu. No meio alpino do parque você também pode encontrar o mouflon da Dall e o ibex. (UNESCO/BPI) |                            |

| | Parque Provincial dos Dinossauros |
| Bem natural inscrito em 1979. |                                   |
| Localização: Alberta |                                   |
| Localizado na área desértica da província de Alberta, este parque de belas paisagens contém os vestígios mais importantes da "Era dos Répteis" encontrados até hoje. É especificamente cerca de 35 espécies de dinossauros que viveram cerca de 75 milhões de anos atrás. (UNESCO/BPI) |                                   |

| | Kluane/Wrangell-St Elias/Baía Glacier/Tatshenshini-Alsek |
| Bem natural inscrito em 1979, estendido em 1992 e 1994. |                                                          |
| Este bem é compartilhado com: Estados Unidos. |                                                          |
| Localização: Yukon / Colúmbia Britânica |                                                          |
| Este impressionante conjunto de geleiras e picos altos está localizado em ambos os lados da fronteira entre o Canadá (Território Yukon e Colúmbia Britânica) e os Estados Unidos da América (Alasca). Suas paisagens naturais espetaculares são um refúgio para numerosos ursos pardos, caribu e Dall mouflon. O local também possui o maior campo de gelo do mundo localizado fora da zona polar. (UNESCO/BPI) |                                                          |

| | SGaang Gwaii (Ilha Anthony) |
| Bem cultural inscrito em 1981. |                             |
| Localização: Colúmbia Britânica |                             |
| A vila de Ninstints está situada em uma pequena ilha ao largo da costa oeste do Arquipélago rainha Charlotte (Haida Gwaii). Os vestígios de casas e totens esculpidos de caráter funerário e comemorativo constituem um testemunho da arte e do modo de vida do povo Haida. O local celebra a relação dos Haida com a terra e o mar, bem como sua cultura ainda viva, e também fornece uma chave visual para suas tradições orais. (UNESCO/BPI) |                             |

| | Precipício de Bisontes de Head-Smashed-In |
| Bem natural inscrito em 1981. |                                           |
| Localização: Alberta |                                           |
| Neste local no sudoeste da província de Alberta, vestígios de trilhas marcadas, restos de um acampamento nativo e um tumulo com enormes quantidades de ossos de bisão foram encontrados. Todos esses elementos ilustram um costume praticado por seis milênios pelos habitantes aborígenes das grandes planícies da América do Norte. Graças ao seu conhecimento exato da topografia do terreno e do comportamento dos bisões, os nativos assediaram seus rebanhos até um penhasco para despenas. Então, eles desmembraram os animais em um acampamento montado na base do penhasco. (UNESCO/BPI) |                                           |

| | Parque Nacional de Wood Buffalo |
| Bem natural inscrito em 1983. |                                 |
| Localização: Alberta / Territórios do Noroeste |                                 |
| Localizado nas planícies do centro-norte do Canadá, este parque abriga a maior população de bisões selvagens das Américas e é a área natural de aninhamento para o guindaste branco americano. Entre suas belezas naturais, destaca-se o maior delta interior do mundo, localizado na foz do Rio Paz e da Atabasca. O parque tem uma área de 44.807 km². (UNESCO/BPI) |                                 |

| | Parques Canadianos das Montanhas Rochosas |
| Bem natural inscrito em 1984, estendido em 1990. |                                           |
| Localização: Alberta / Colúmbia Britânica |                                           |
| Os parques adjacentes de Banff, Jasper, Kootenay e Yoho, juntamente com os parques provinciais do Monte Robson, Monte Assiniboine e Hamber, constituem uma imensa área de picos, geleiras, lagos, cachoeiras, cânions e grutas calcárias que formam uma paisagem montanhosa espetacular. Aqui está o local fossilífero de Burgess Shale, famoso pelos restos de animais marinhos de corpo mole que contém. (UNESCO/BPI) |                                           |
| Locais múltiplos: Parque Nacional Jasper / Parque Nacional Kootenay / Parque Nacional de Banff / Parque Nacional Yoho |                                           |

| | Bairro Histórico do Quebec |
| Bem cultural inscrito em 1985. |                            |
| Localização: Quebec |                            |
| Fundada no início do século XVII pelo explorador francês Champlain, a antiga cidade de Quebec é cercada por um muro com múltiplos bastiões, portões e fortificações, e é a única cidade da América do Norte que a preservou intacta. A Cidade Alta, construída no topo do penhasco, ainda é o centro religioso e administrativo e possui inúmeras igrejas, conventos e outros monumentos como o reduto de Dauphine, a cidadela e o castelo de Frontenac. Junto com os antigos bairros da Cidade Baixa, forma um conjunto urbano que é um excelente exemplo de uma cidade colonial fortificada. (UNESCO/BPI) |                            |

| | Parque Nacional de Gros Morne |
| Bem natural inscrito em 1987. |                               |
| Localização: Terra Nova e Labrador |                               |
| Localizado na costa oeste da província de Terra Nova, este parque apresenta afloramentos de crosta oceânica profunda e rochas do manto da Terra, oferecendo um exemplo excepcional de deriva continental. As glaciações mais recentes moldaram uma paisagem espetacular formada por planícies costeiras, planaltos alpinos, fiordes, vales glaciais, falésias íngremes, cachoeiras e numerosos lagos intocados. (UNESCO/BPI) |                               |

| | Parque Internacional da Paz Waterton-Glacier |
| Bem natural inscrito em 1995. |                                              |
| Este bem é compartilhado com: Estados Unidos. |                                              |
| Localização: Alberta |                                              |
| Em 1932, o Parque Nacional Waterton Lakes (província de Alberta, Canadá) e o Parque Nacional Glacier (Estado de Montana, EUA) fundiram-se para formar "o primeiro parque internacional de paz do mundo". Localizado em ambos os lados da fronteira entre o Canadá e os Estados Unidos, este parque possui paisagens de beleza excepcional e uma grande variedade de espécies e mamíferos vegetais, além de prados, florestas e formações geológicas alpinas e geleiras. (UNESCO/BPI) |                                              |

| | Cidade Antiga de Lunenburg |
| Bem cultural inscrito em 1995. |                            |
| Localização: Nova Escócia |                            |
| Lunenburg é o melhor exemplo de um assentamento colonial britânico planejado na América do Norte. Fundada em 1753, a cidade mantém sua aparência geral e seu layout original em forma de tabuleiro, que foi projetado na metrópole. A população conseguiu preservar a identidade da cidade ao longo dos séculos, preservando a arquitetura de madeira de suas casas, algumas das quais datam do século XVIII. (UNESCO/BPI) |                            |

| | Parque Nacional de Miguasha |
| Bem natural inscrito em 1999. |                             |
| Localização: Quebec |                             |
| Localizado na região do sul de Quebec, na costa sudoeste da península gaspasiana, o Parque Miguasha é um importante sítio paleontológico, considerado o melhor exemplo do período votônico ou "Era dos Peixes". A formação Escuminac, da época do voniano tardio (370 milhões de anos atrás), contém cinco dos seis grupos de peixes fósseis deste período. A importância deste local reside no fato de que ele tem a maior concentração de espécimes fósseis de peixes com barbatanas carnudos, em um excelente estado de conservação. Estes peixes são os ancestrais dos primeiros vertebrados terrestres que respiravam ar: os tetrápodes. (UNESCO/BPI) |                             |

| | Canal Rideau |
| Bem cultural inscrito em 2007. |              |
| Localização: Ontário |              |
| Este monumental canal do início do século XIX se estende por 202 quilômetros ao longo dos cursos dos rios Rideau e Cataraqui, seguindo uma trajetória sul, de Ottawa até o porto de Kingston, localizado no Lago Ontário. Foi construído para fins principalmente militares e estratégicos, numa época em que a Grã-Bretanha e os Estados Unidos da América disputavam o controle da região. Foi um dos primeiros canais projetados especificamente para a navegação de barcos a vapor e tem um importante conjunto de fortificações. De todas as hidrovias da América do Norte criadas com o sistema "slackwater", é a mais bem preservada e a mais ilustrativa do uso em larga escala desta técnica europeia na região. É também o único canal do período de boom dessas obras de engenharia na América do Norte – início do século XIX – que não só permanece operacional ao longo de sua rota primitiva, mas também preserva intactas quase todas as suas estruturas originais. (UNESCO/BPI) |              |

| | Falésias de Fósseis de Joggins |
| Bem natural inscrito em 2008. |                                |
| Localização: Nova Escócia |                                |
| Localizado ao longo da costa da Nova Escócia, no leste do Canadá, este sítio paleontológico de 689 hectares foi apelidado de "As Galápagos da Era Carbonífera, devido à abundância de fósseis deste período geológico (354 a 290 milhões de anos antes de nossa era). As rochas neste local são consideradas arquétipos daquela época da história da Terra e constituem o vestígio mais grosso e completo do estrato do período pensilvânia (318 a 303 milhões de anos antes de nossa era) com o mais rico conjunto de fósseis de formas de vida terrestres da época. Este sítio fossilífero contém restos mortais e vestígios dos primeiros animais e das florestas úmidas onde viviam, que foram preservados intactos in situ. O local se estende ao longo de 14,7 quilômetros de falésias e falésias marítimas, plataformas rochosas e praias, e compreende os vestígios de três ecossistemas diferentes: uma baía-estuário, uma floresta de planícies alagadas úmidas e uma planície aluvial florestal, propensa a incêndios com lagoas de água doce. O local apresenta o conjunto mais rico de formas de vida fossilíferas desses três tipos de ecossistemas, com 96 gêneros e 148 espécies de fósseis e 20 conjuntos de pegadas. Foi inscrito na Lista do Patrimônio Mundial como um excepcional exemplo ilustrativo de uma série de estágios importantes na história da Terra. (UNESCO/BPI) |                                |

| | Paisagem de Grand-Pré |
| Bem cultural inscrito em 2012. |                       |
| Localização: Nova Escócia |                       |
| Localizados na Baía de Minas (Nova Escócia), os pântanos e elementos arqueológicos do Grand-Pré formam uma paisagem cultural que é um testemunho do desenvolvimento da agricultura através do uso de diques e de um sistema de barragens de madeira (aboiteau) implantado no século XVII pelos acadianos, que mais tarde desenvolveram e preservaram os colonos britânicos e a população atual. Este local foi inscrito na Lista do Patrimônio Mundial por suas características naturais (possui um dos regimes mais extremos do mundo: 11,6 metros) e por ser um lugar de memória do modo de vida dos acadianos e sua deportação, que começou em 1755. A paisagem cultural abrange uma área de mais de 1.300 hectares e compreende uma vasta área de polders e vários elementos arqueológicos da cidade de Grand-Pré, fundada pelos acadianos, e a de Hortonville, construída pelos colonos britânicos que os sucederam. O local do Grand-Pré não é apenas um testemunho excepcional da capacidade dos primeiros colonos europeus de se adaptar às condições geográficas da costa atlântica da América do Norte, mas também é um lugar de memória significativa da deportação em massa dos acadianos, conhecida em francês pelo nome do Grande Desarranjo. (UNESCO/BPI) |                       |

| | Estação Baleeria Basca de Red Bay |
| Bem cultural inscrito em 2013. |                                   |
| Localização: Terra Nova e Labrador |                                   |
| Red Bay é um assentamento costeiro fundado no século XVI por baleeiros bascos. Localizado no extremo noroeste do Canadá, às margens do Estreito de Belle Isle, este sítio arqueológico é um dos testemunhos mais antigos e completos da tradição europeia de pesca de baleias. O Grande Amora – nome dado ao local por seus fundadores em 1530 – foi usado como base para a pesca costeira e o corte de baleias, bem como para a extração e armazenamento de sua gordura, posteriormente convertida em óleo. Logo se tornou um dos lugares mais importantes da expedição petrolífera de baleias para a Europa, onde foi usado para iluminação. Usado apenas no verão da época, o local ainda possui vestígios de fornos para derreter gordura, jatos, moradia temporária e um cemitério, além de vestígios subaquáticos que consistem principalmente em naufrágios e ossuários de baleias. Este assentamento pesqueiro foi utilizado por cerca de 70 anos, até que peri-climatizou a população local de baleias. (UNESCO/BPI) |                                   |

| | Mistaken Point |
| Bem natural inscrito em 2016. |                |
| Localização: Terra Nova e Labrador |                |
| Este local fóssil está localizado na ponta sudeste da ilha de Terra Nova no leste do Canadá. Consiste em um jovem de 17 km de comprimento estreito, com penhascos íngremes. De origem marinha profunda, essas falésias datam do período Edicarean (580-560 milhões de anos atrás), que representa as mais antigas associações conhecidas de fósseis de grande porte em qualquer lugar. Esses fósseis mostram um marco na história da vida na Terra: o surgimento de grandes organismos biologicamente complexos, após quase três bilhões de anos de evolução microminindiminada. (UNESCO/BPI) |                |

| | Pimachiowin Aki - 'A terra que dá vida' |
| Bem misto inscrito em 2018. |                                         |
| Localização: Manitoba / Ontário |                                         |
| Local coberto de florestas boreais, atravessado por rios, constelação de lagos e zonas úmidas, Pimachiowin Aki, a "terra que dá vida" na língua dos Anishinaabeg, faz parte dos territórios ancestrais deste povo indígena que vive caçando, pescando e coletando. O local agrupa partes dos territórios de quatro comunidades de Anishinaabeg: Rio Bloodvein, Pequenas Grandes Corredeiras, Pauingassi e Rio Poplar. A complexa rede formada pelos locais dedicados à subsistência, à habitação e às cerimônias culturais, bem como aos itinerários principalmente fluviais e lacotrinas que os ligam, constitui uma paisagem excepcional na qual a tradição indígena imemorial chamada ji-ganawendamang gidakiiminaan ("conservar a terra" se materializou, consistindo em honrar os dons do Criador, respeitando todas as formas de vida e mantendo relações harmoniosas com outras. (UNESCO/BPI) |                                         |

| | Parque Provincial Writing-on-Stone (Áísínai'pi) |
| Bem cultural inscrito em 2019. |                                                 |
| Localização: Alberta |                                                 |
| Localizado ao norte da árida região das Grandes Planícies da América do Norte, na fronteira com os Estados Unidos, este local cultural se estende pelo vale do Rio Leite, cuja topografia é caracterizada pela concentração de grandes colunas rochosas de arenito esculpidas pela erosão em formas espetaculares, popularmente chamadas de "hoodoos" ou chaminés de fadas. O povo amerindiano Siksikáítsitapi ("Blackfeet") gravou e pintou nas rochas do vale imagens mostrando suas crenças espirituais. O primeiro desses restos arqueológicos data de 1.800 a.C.C., enquanto a última data do início do período após o contato dos nativos americanos com os brancos. O povo Siksikáítsitapi considera esta paisagem cultural sagrada e sua veneração por ela foi perpetuada com a celebração de cerimônias tradicionais. (UNESCO/BPI) |                                                 |

| | Anticosti |
| Bem natural inscrito em 2023. |           |
| Localização: Quebec |           |
| Situada na ilha de Anticosti, a maior do Quebec, esta propriedade constitui o registro paleontológico mais completo e melhor conservado da primeira extinção em massa de vida animal, ocorrida há cerca de 447-347 milhões de anos. Abriga o registro fóssil melhor conservado de vida marinha, que abrange dez milhões de anos de história da Terra. A abundância, diversidade e ótima conservação dos fósseis são excepcionais e permitem realizar trabalhos científicos de primeira ordem. Milhares de grandes superfícies de estratos permitem a observação e o estudo de conchas e, ocasionalmente, de animais de corpo mole que habitaram o solo marinho de um antigo mar tropical. (UNESCO/BPI) |           |

| | Tr'ondëk-Klondike |
| Bem cultural inscrito em 2023. |                   |
| Localização: Yukon |                   |
| Localizado ao longo do Rio Yukon na região sub-ártica do Noroeste do Canadá, Tr'ondëk-Klondike situa-se dentro da terra natal da Primeira Nação Tr'ondëk Hwëch'in. Contém fontes arqueológicas e históricas que refletem a adaptação dos povos indígenas às mudanças sem precedentes causadas pela Corrida do Ouro de Klondike no final do século XIX. A série ilustra distintos aspectos da colonização desta região, incluindo locais de trocas entre a população indígena e os colonos e locais que demonstram as adaptações dos Tr'ondëk Hwëch'in à presença colonial. (UNESCO/BPI) |                   |

## Lista Indicativa
Em adição aos sítios inscritos na Lista do Patrimônio Mundial, os Estados-membros podem manter uma lista de sítios que pretendam nomear para a Lista de Patrimônio Mundial, sendo somente aceitas as candidaturas de locais que já constarem desta lista. Desde 2018, o Canadá possui 11 locais na sua Lista Indicativa.
| Sítio                                                                | Imagem | Localização        | Ano  | Dados UNESCO                              | Descrição |
| -------------------------------------------------------------------- | ------ | ------------------ | ---- | ----------------------------------------- | --- |
| Gwaii Haanas                                                         |        | Colúmbia Britânica | 2004 | Misto: (iii), (v), (vi), (vii), (ix), (x) | A reserva deste parque abriga áreas protegidas marítimas e terretes e é um testemunho da rica e diversa herança ecológica e cultural do povo Haida. A indicação contempla o já desginado sítio SGang Gwaay, declarado sob o critério cultural (iii) em 1981. |
| Ivvavik/Vuntut/Ilha Herschel                                         |        | Yukon              | 2004 | Misto: (iv), (v), (vii), (viii), (x)      | O sítio proposto compreende 15.500 km² de deserto na planície costeira de Yukon, incluindo importantes zonas úmidas. Como a área nunca foi glaciar, contém ricos depósitos arqueológicos e paleontológicos e é uma área chave na história do povoamento das Américas. É lar de 10% da população mundial de caribus. |
| Quttinirpaaq                                                         |        | Nunavut            | 2004 | Misto: (iii), (vii), (viii), (x)          | Quttinirpaaq (que significa "topo do mundo") está localizado na parte mais setentrional do Canadá e abrange grandes áreas de deserto do Ártico, áreas de interesse para geomorfologia e vida selvagem. No local, se ergue a montanha mais alta do leste da América do Norte, o Pico Barbeau (2.616 m). Também abriga as maiores concentrações de locais de pré-contato pesquisados no Alto Ártico, incluindo locais associados aos primeiros habitantes humanos documentados desta região remota.                       |
| Área Protegida do Estreito de Hecate e Enseada da Rainha Carlota     |        | Colúmbia Britânica | 2018 | Natural: (viii), (ix), (x)                | O Estreito de Hecate e a Enseada da Rainha Carlota, na Colúmbia Britânica, abrigam extensas reservas naturais de quatro grandes recifes de esponja da espécie Hexactinellida (esponjas-de-vidro). Esses complexos de recifes são considerados o maior exemplar vivo de recifes de esponjas-de-vidro abundantes no Período Jurássico, sendo estimados em 9.000 anos de idade. |
| Qajartalik                                                           |        | Nunavut            | 2018 | Cultural: (iii)                           | Qajartalik é um sítio de arte rupestre único no Ártico que reúne inúmeros petróglifos baseados em um único motivo, o da face, que se encontra gravada em formas e tamanhos muito variados em rochas de pedra-sabão. Esta singular manifestação gráfica reflete o universo espiritual dos Dorset, que habitaram a costa de Nunavik entre 2.200 e 1.000 anos a.C. |
| Parque Nacional Sirmilik e Área de Conservação de Tallurutiup Imanga |        | Nunavut            | 2018 | Misto: (v),(ix)                           | O Parque Nacional Sirmilik, no Estreito de Lancaster, e a Área Nacional de Conservação Marinha de Tallurutiup Imanga formam uma representação do ecossistema costeiro do alto Ártico. A propriedade proposta ilustra a herança cultural dos Paleoesquimós, inuítes e europeus nos últimos três mil anos e exibe uma cultura viva que é parte integrante do ambiente marinho circundante. |
| Stein Valley                                                         |        | Colúmbia Britânica | 2018 | Cultural: (iii)(vi)                       | O Stein Valley é uma paisagem cultural associativa intacta e bem documentada de grande importância para os Nlaka'pamux. Esta área selvagem protegida contém paisagens espetaculares e valores culturais e espirituais excepcionais. Fazendo a transição do interior seco para as montanhas costeiras mais úmidas, o vale abrange diversas zonas ecológicas, incluindo florestas de pinheiros abertos, bosques de cedros, tundra alpina e geleiras.                                                                      |
| Wanuskewin                                                           |        | Saskatchewan       | 2018 | Cultural: (iii)                           | Wanuskewin está localizado a 2,5 quilômetros ao norte da cidade de Saskatoon, Saskatchewan, Canadá. Situado em Opimihaw Creek, um afluente do rio South Saskatchewan, Wanuskewin apresenta uma topografia incomum para as Grandes Planícies da América do Norte. Um vale profundo e largo corta a pradaria plana, formando terraços protegidos e depressões coulee ao lado de uma fonte de água doce. |
| Manchas de gelo de Yukon                                             |        | Yukon              | 2018 | Cultural: (iii)(v)                        | O Yukon Ice Patches é uma propriedade serial de sítios arqueológicos internacionalmente significativos, localizados no território tradicional de Carcross/Tagish, no sul do território de Yukon, Canadá. Ao longo dos milênios, os caribus da floresta se reuniram na neve e no gelo durante os meses de verão, tornando-os áreas de recursos vitais para os caçadores indígenas. No local foram encontrados vestígios de armas de caça bem como objetos frágeis e orgânicos, raramente vistos em sítios arqueológicos. |